# حجرات
سوره حجرات سوره ۴۹ از قرآن است، ۱۸ آیه دارد و سوره‌ای مدنی است. محتوای این سوره در مورد رفتار جامعه اسلامی و پیامبر اسلام در قبال یکدیگر است. این سوره دارای هفت بخش مهم می‌باشد. نام این سوره از جمع کلمه حجره ("حجرات" به‌معنی حجره‌ها) یعنی اتاق‌ها گرفته شده که در آیهٔ چهارم این سوره آمده است. چگونگی حل درگیری‌ها میان مسلمانان و اهمیت مسئلهٔ تقوا از موارد دیگری است که در این سوره بدان پرداخته شده‌ است.